# Großenhain
Großenhain (pronunciación en alemán: /ˈɡʁoːsn̩ˌhaɪ̯n/ⓘ) es una población alemana, ubicada en el distrito de Meißen, en la región administrativa de Dresde, en el Estado Libre de Sajonia.

## Historia

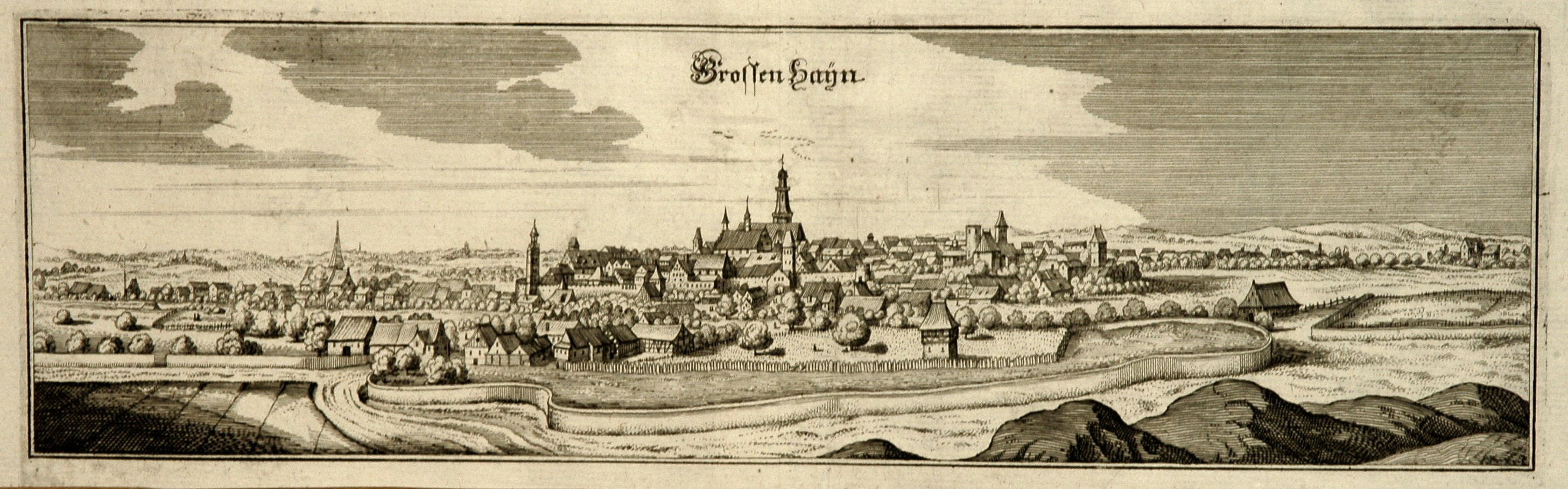
Großenhain en 1650, por Merian.

El primer registro escrito de Großenhain data de 1205, cuando fue descrita como una arboleda; luego, en 1254 fue mencionada como citivas. En 1291, a instancias de Federico I de Meissen y su hermano Dietzmann, la ciudad fue amurallada. Gracias a estas defensas, el asedio del margrave de Brandenburgo en 1292 no tuvo éxito. 
En 1704 la ciudad fue destruida durante la Gran Guerra del Norte.

## Geografía
Großenhain es atravesada por el río Röder y se encuentra a 30 km al noroeste de Dresde y a 17 km al este de Riesa.  La Via Regia que comunica Görlitz con Santiago de Compostela pasa a través de esta localidad. 

### Localidades
| - Naundorf - Folbern - Rostig | - Zschieschen - Mülbitz - Kleinraschütz - Großraschütz | - Skassa - Weßnitz - Zschauitz |

## Personas ilustres
- Manfred von Richthofen (1892-1918), aviador alemán más conocido como el «Barón Rojo», quien derribó ochenta aeroplanos durante la Primera Guerra Mundial, entrenó en el aeropuerto local.
- Frederick Traugott Pursh (1774-1820), botánico nacido en Großenhain.
- Heino (n. 1938), cantante alemán, pasó su infancia en Großenhain.